# Factores de riesgo del cáncer gástrico
El cáncer gástrico (CG) es un problema sanitario causado por múltiples factores de riesgo. Es más frecuente en los países en vías de desarrollo. A nivel mundial es la segunda causa de mortalidad en hombres y la tercera en mujeres. El adenocarcinoma corresponde al 95 % de los casos de cáncer gástrico. El 5 % corresponde a linfomas, leiomiosarcoma, entre otros. La etiología es multifactorial. Está relacionada con la predisposición genética, dietas con alto contenido de sal, alimentos procesados con conservantes, ingesta inadecuada de frutas y verduras frescas, consumo de fuentes de agua, hábitos tóxicos, lesiones premalignas e infección por Helicobacter pylori.

## Factores hereditarios
La predisposición genética desempeña un papel importante en el riesgo de desarrollar CG. Los genes involucrados muestran variaciones alélicas, mutaciones de ADN, cambios en los factores defensivos de la mucosa gástrica y factores inmunogénicos en la respuesta inflamatoria, inducida por las citosinas, principalmente interleucina 1 β (IL-1β), factor de necrosis tumoral α (TNF-α) y proteínas reparadoras de ADN (XRCC1). Estos procesos en los genes conllevan a una susceptibilidad de infección de H. pylori y de enfermedades como poliposis adenomatosas, cáncer gástrico difuso hereditario (HDGC, sigla en inglés) y síndrome de Lynch .

## Dieta

### Exceso de sal
El consumo de alimentos con alto contenido de sal actúa directamente en la mucosa gástrica, lo cual induce la actividad de H. pylori precedente a la génesis de lesiones precancerígenas, como gastritis atrófica.

### Nitritos y nitratos
El consumo de carne roja, ya sea procesada, ahumada, o incluso a la parrilla, como también alimentos embutidos, enlatados, al igual que en vegetales fertilizados y procesados aporta sustancias cancerígenas, tales como nitritos (NO2)-1 y nitratos (NO3)-3. Estos compuestos son comunes en la industria alimentaria, donde utilizan nitritos para conservar los alimentos y fijar el color en ellos.